# Giro di Toscana 2004
Il Giro di Toscana 2004, settantasettesima edizione della corsa, si svolse il 2 maggio su un percorso di 170 km, con partenza a Chianciano Terme e arrivo ad Arezzo. Fu vinto dall'italiano Matteo Tosatto della Fassa Bortolo davanti al suo connazionale Alberto Ongarato e al russo Dmitrij Konyšev.

## Ordine d'arrivo (Top 10)
| Pos. | Corridore            | Squadra                            | Tempo    |
| ---- | -------------------- | ---------------------------------- | -------- |
| 1    | Matteo Tosatto       | Fassa Bortolo                      | 3h56'00" |
| 2    | Alberto Ongarato     | Fassa Bortolo                      | s.t.     |
| 3    | Dmitrij Konyšev      | Team LPR                           | s.t.     |
| 4    | Matteo Carrara       | Lampre                             | s.t.     |
| 5    | Oscar Mason          | Vini Caldirola-Nobili Rubinetterie | s.t.     |
| 6    | Ruggero Borghi       | De Nardi                           | s.t.     |
| 7    | Massimiliano Gentili | Domina Vacanze                     | s.t.     |
| 8    | Giuliano Figueras    | Ceramiche Panaria-Margres          | s.t.     |
| 9    | Damiano Cunego       | Saeco                              | s.t.     |
| 10   | Rinaldo Nocentini    | Acqua & Sapone                     | s.t.     |